# Перспектива (фильм)
«Перспектива» (англ. Prospect, здесь «разведывательные работы») — американский научно-фантастический фильм, дебютный полнометражный фильм Кристофера Колдуэлла и Зика Эрла. Премьера состоялась 5 марта 2018 года на South by Southwest. Фильм снят на основе одноимённой короткометражки режиссёров 2014 года, в которой были задействованы другие актёры.

## Сюжет
Отец (Деймон) и дочь (Си) в поисках заработка заключают контракт на доставку драгоценных камней «орелак» (aurelac) с одной из планет. На капсуле они спускаются на планету, при этом при посадке капсула получает поломку. Теперь у них есть только несколько часов, чтобы собрать драгоценности и вернуться на транспортный корабль. Планета напоминает Землю и покрыта растительностью, однако в воздухе плавает пыль, ядовитая для человека, поэтому перемещение по открытым участкам возможно только в скафандре.
Неподалёку от места приземления Деймон находит первый «орелак». Драгоценности находятся внутри живых организмов, растущих под землёй, и их добыча может быть смертельно опасна; кроме того, требуется сноровка, чтобы извлечь камень так, чтобы он не был растворён кислотой. Денег от продажи «орелака» хватило бы на оплату взятого Деймоном кредита. Однако у Деймона есть данные о том, что в месте под названием Логово королевы можно найти гораздо более крупные камни, добыча которых сделает их миллионерами. Они хотят направиться туда, но встречаются с двумя другими искателями сокровищ, которые чуть не убивают Деймона. Деймон предлагает им вместе идти в Логово королевы, но по дороге устраивает перестрелку, в которой убивает одного из незнакомцев и погибает сам. Убежав от второго мужчины по имени Эзра, Си возвращается к капсуле, но из-за поломки не может осуществить взлёт. Вскоре туда же приходит Эзра, которого Си ранит в плечо. Она хочет убить его, отомстив за убийство отца, но Эзра убеждает её, что единственная возможность им обоим спастись — это вместе пойти за драгоценностями и попытаться улететь.
Си и Эзра продолжают путь, встречая по пути представителей племени людей, которые уже давно прилетели на планету и осели здесь. Они заходят в дом племени, потому что Эзре необходим целебный сок для залечивания раны. Однако затем глава семьи предлагает Эзре большой выкуп (несколько «орелаков») в обмен на то, чтобы Си осталась с ними. Си убегает и через какое-то время снова встречает Эзру в палатке. Его рана на руке воспалилась, и по его просьбе Си проводит ему ампутацию правой руки. Они продолжают путь и ночью приходят в Логово королевы, где их ждут перекупщики драгоценностей. Эзра и Си начинают доставать крупные камни, но из-за того, что у Эзры нет одной руки, а Си ещё неопытна, три раза подряд «орелак» в процессе извлечения превращается в жидкость. Перекупщики собираются убить Эзру и Си и завязывается перестрелка, в результате которой Эзру ранят, но все перекупщики оказываются убитыми. Си дотаскивает Эзру до капсулы, и они улетают, успев на транспортный корабль.

## В ролях
- Софи Тэтчер — Си
- Педро Паскаль — Эзра
- Джей Дюпласс — Деймон
- Андре Ройо — Оруф
- Шейла Ванд — Инумон
- Анван Гловер — Миккен

## Музыка
В сцене «пытки музыкой» звучит песня Раймонда Паулса Pasaulīte на латышском языке в исполнении Жоржа Сиксны (на русском языке она была известна в СССР под названием «Зелёный свет» и исполнялась Валерием Леонтьевым). Также в фильме использована песня Иманта Калныньша Dūdieviņš.

## Награды
Фильм получил целый ряд наград на кинофестивалях, в том числе премию жюри на Страсбургском кинофестивале фантастических фильмов и премию имени Адама Яуха на фестивале South by Southwest.

## Критика
На агрегаторе Rotten Tomatoes фильм имеет 89%-й рейтинг с «сертификатом свежести», выведенный на основании 45 рецензий. Критический консенсус сайта гласит: «Насыщенная развитием персонажей и сеттингом вместо спецэффектов, „Перспектива“ — научно-фантастическая история, чей стиль определяется — и обогащается — своими ограничениями». На агрегаторе Metacritic рейтинг фильма составил 68 баллов из 100 на основании 8 «в целом благоприятных» рецензий.